# Ormetica pallidinervis
Ormetica pallidinervis là một loài bướm đêm thuộc phân họ Arctiinae, họ Erebidae.